# إيفا (ألاباما)
إيفا (بالإنجليزية: Eva)‏ هي مدينة أمريكية تقع في ولاية ألاباما.تبلغ مساحة هذه المدينة 7.6 (كم²)،ويبلغ عدد سكانها 491 نسمة حسب إحصاء سنة 2010 م.تشير الإحصاءات بأن الكثافة السكانية في هذه المدينة تقدر بـ(64.6) نسمة/كم2.

## التركيبة السكانية
حدّد مكتب تعداد الولايات المتحدة بيانات التركيبة السكانية لإيفا في تعداد الولايات المتحدة. في ما يلي، التركيبة السكانية حسب تعدادي 2000 و2010.

### تعداد عام 2000
بلغ عدد سكان إيفا 491 نسمة بحسب تعداد عام 2000، وبلغ عدد الأسر 194 أسرة وعدد العائلات 152 عائلة مقيمة في البلدة. في حين سجلت الكثافة السكانية 45.4 نسمة لكل كيلومتر مربع (117.6/ميل2). وبلغ عدد الوحدات السكنية 213 وحدة بمتوسط كثافة قدره 19.7 لكل كيلومتر مربع (51.0/ميل2).
وتوزع التركيب العرقي للبلدة بنسبة 98.37% من البيض و0.20% من الأمريكيين الأصليين و1.43% من عرقين مختلطين أو أكثر و0.41% من الهسبانيون أو اللاتينيون من أي عرق.
بلغ عدد الأسر 194 أسرة كانت نسبة 33% منها لديها أطفال تحت سن الثامنة عشر تعيش معهم، وبلغت نسبة الأزواج القاطنين مع بعضهم البعض 68% من أصل المجموع الكلي للأسر، ونسبة 7.7% من الأسر كان لديها معيلات من الإناث دون وجود شريك، بينما كانت نسبة 2.6% من الأسر لديها معيلون من الذكور دون وجود شريكة وكانت نسبة 21.6% من غير العائلات. تألفت نسبة 18.6% من أصل جميع الأسر من عدة أفراد يعيشون في نفس المنزل ونسبة 7.7% كانت تتألف من شخص يعيش بمفرده يبلغ من العمر 65 عاماً أو أكثر. وبلغ متوسط حجم الأسرة المعيشية 2.53، أما متوسط حجم العائلات فبلغ 2.91.
بلغ العمر الوسطي للسكان 40.1 عاماً. وكانت نسبة 21.6% من القاطنين تحت سن الثامنة عشر، وكانت نسبة 7.7% بين الثامنة عشر والرابعة والعشرين عاماً، ونسبة 29.9% كانت واقعةً في الفئة العمرية ما بين الخامسة والعشرين والرابعة والأربعين عاماً، ونسبة 26.3% كانت ما بين الخامسة والأربعين والرابعة والستين، ونسبة 14.5% كانت ضمن فئة الخامسة والستين عاماً فما فوق. يوجد لكل 100 أنثى 98.8 ذكر، ويوجد لكل 100 أنثى في الثامنة عشر من عمرها فما فوق 89.7 ذكر.
بلغ متوسط دخل الأسرة في البلدة 38,958 دولارًا، أما متوسط دخل العائلة فبلغ 45,781 دولارًا. وكان متوسط دخل الذكور 32,159 دولارًا مقابل 21,875 دولارًا للإناث. وسجل دخل الفرد الخاص بالبلدة 19,069 دولارًا. وكانت نسبة 7.2% من العائلات ونسبة 6.7% من السكان تحت خط الفقر، وكان من هؤلاء نسبة 3.2% تحت سن الثامنة عشر ونسبة 13.2% في الخامسة والستين من العمر وما فوق.

### تعداد عام 2010
بلغ عدد سكان إيفا 519 نسمة بحسب تعداد عام 2010، وبلغ عدد الأسر 207 أسرة وعدد العائلات 162 عائلة مقيمة في البلدة. في حين سجلت الكثافة السكانية 48 نسمة لكل كيلومتر مربع (124.3/ميل2). وبلغ عدد الوحدات السكنية 228 وحدة بمتوسط كثافة قدره 21.1 لكل كيلومتر مربع (54.6/ميل2).
وتوزع التركيب العرقي للبلدة بنسبة 96.34% من البيض و0.39% من الأمريكيين الأصليين و0.19% من الأمريكيين ذوي الأصول الآسيوية و0.39% من الأعراق الأخرى و2.70% من عرقين مختلطين أو أكثر و0.39% من الهسبانيون أو اللاتينيون من أي عرق.
بلغ عدد الأسر 207 أسرة كانت نسبة 34.3% منها لديها أطفال تحت سن الثامنة عشر تعيش معهم، وبلغت نسبة الأزواج القاطنين مع بعضهم البعض 68.1% من أصل المجموع الكلي للأسر، ونسبة 7.2% من الأسر كان لديها معيلات من الإناث دون وجود شريك، بينما كانت نسبة 2.9% من الأسر لديها معيلون من الذكور دون وجود شريكة وكانت نسبة 21.7% من غير العائلات. تألفت نسبة 19.3% من أصل جميع الأسر من عدة أفراد يعيشون في نفس المنزل ونسبة 6.3% كانت تتألف من شخص يعيش بمفرده يبلغ من العمر 65 عاماً أو أكثر. وبلغ متوسط حجم الأسرة المعيشية 2.51، أما متوسط حجم العائلات فبلغ 2.86.
بلغ العمر الوسطي للسكان 42.1 عاماً. وكانت نسبة 21.4% من القاطنين تحت سن الثامنة عشر، وكانت نسبة 8.7% بين الثامنة عشر والرابعة والعشرين عاماً، ونسبة 24.5% كانت واقعةً في الفئة العمرية ما بين الخامسة والعشرين والرابعة والأربعين عاماً، ونسبة 28.9% كانت ما بين الخامسة والأربعين والرابعة والستين، ونسبة 16.6% كانت ضمن فئة الخامسة والستين عاماً فما فوق. وتوزع التركيب الجنسي للسكان بنسبة 48.4% ذكور و51.6% إناث.